# شهرستان دگت (یوتا)

شهرستان دگت یکی از شهرستان‌های شرقی ایالت یوتا است. این شهرستان جمعیتی معادل ۱٫۰۵۹ نفری داشته و مساحتش نیز حدود ۱٫۸۷۰ کیلومتری مربع است. مرکز این شهرستان، شهر مانیل بوده و با جمعیت کمش، جزء کم‌جمعیت‌ترین شهرستان ایالت یوتا شناخته می‌شود.
این شهرستان در سال ۱۹۱۸ تأسیس شد.

## پیوند
- وبگاه رسمی